# Europameisterschaften 1903
Als Europameisterschaft 1903 oder EM 1903 bezeichnet man folgende Europameisterschaften, die im Jahr 1903 stattfanden:
- Inoffizielle Ringer-Europameisterschaften 1903
- Ruder-Europameisterschaften 1903